# Джавшаніані
Джавшаніані (груз. ჯავშანიანი) — село в Грузії.
За даними перепису населення 2014 року в селі проживає 476 осіб.